# Nerw udowy

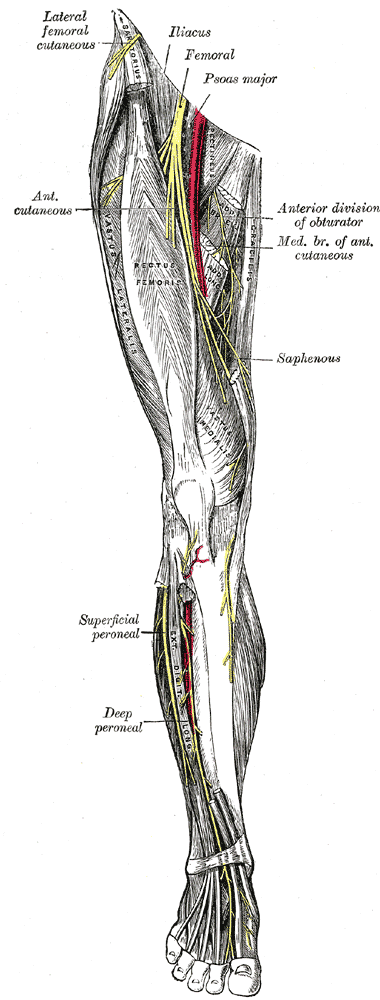
Przebieg nerwu udowego

Obszary unerwiane przez nerwy skórne kończyny dolnej

Nerw udowy (łac. nervus femoralis) − w anatomii człowieka nerw będący największym nerwem splotu lędźwiowego. Składa się z włókien pochodzących z nerwów rdzeniowych L2, L3, L4, a także czasami z L1 i L5. 

## Przebieg i topografia
W jego przebiegu wyróżnia się cztery zasadnicze odcinki.
- Część lędźwiowa. Gałęzie brzuszne nerwów L2, L3 i L4, należące do warstwy przedniej splotu lędźwiowego, przebiegają ukryte w mięśniu lędźwiowym większym w dół, do przodu i w stronę boczną, aż do poziomu kręgu L5, bocznie w odległości ok. 3 cm od powierzchni bocznej jego trzonu. Tutaj łączą się tworząc pień nerwu udowego, spłaszczony grzbieto-brzusznie, który biegnie dalej dochodząc na powierzchnię mięśnia biodrowego i pod jego powięź biodrową. Cały ten odcinek jest ukryty między warstwą powierzchowną i głęboką włókien mięśnia lędźwiowego większego. Towarzyszą mu również ukryte w mięśniu lędźwiowym większym inne nerwy. Po jego stronie przyśrodkowej znajdują się: nerw płciowo-udowy, nerw zasłonowy i w zależności od występowania nerw zasłonowy dodatkowy, a po stronie bocznej: nerw skórny boczny uda.
- Część biodrowa. Pień nerwu udowego przechodzi przez boczną krawędź mięśnia lędźwiowego większego i biegnie w bruździe między nim a mięśniem biodrowym. Tutaj nerw staje się częściowo widoczny. W tej części nerw udowy jest oddzielony od naczyń biodrowych zewnętrznych przez mięsień lędźwiowy większy i w swoim przebiegu do więzadła pachwinowego coraz bardziej się do nich zbliża. Po stronie prawej leży do tyłu od dolnej części jelita ślepego, wyrostka robaczkowego i końcowego odcinka jelita krętego. Po stronie lewej biegnie do tyłu od okrężnicy zstępującej oraz od okrężnicy esowatej i jej krezki. Nad więzadłem pachwinowym nerw krzyżuje od tyłu naczynia okalające biodro głębokie.
- Część pachwinowa. Miednicę większą nerw opuszcza przez rozstęp mięśni. Tutaj nerw udowy jest oddzielony od położonej przyśrodkowo tętnicy biodrowej zewnętrznej wyłącznie przez grube pasmo powięzi biodrowej – łuk biodrowo-łonowy (łac. arcus iliopectineus), łączący się z więzadłem pachwinowym (dolnym brzegiem ścięgnistym mięśni skośnych brzucha). Bocznie od nerwu przebiega mięsień lędźwiowy większy, który kończy się nieco poniżej krętarza mniejszego kości udowej.
- Część udowa. Pień nerwu udowego uchodząc z rozstępu mięśni może oddawać liczne gałęzie końcowe tuż poniżej więzadła pachwinowego. Jeżeli rozgałęzia się już odcinku pachwinowym, wtedy część udowa nerwu udowego nie występuje.

## Gałęzie boczne i końcowe
Gałęzie boczne, zgodnie z kolejnością występowania:
- gałęzie mięśniowe bliższe − w liczbie 3–5, unerwiają mięsień biodrowy i mięsień lędźwiowy większy,
- gałęzie stawowe – kierują się do przedniej powierzchni stawu biodrowego,
- gałąź do mięśnia grzebieniowego (gałąź łonowa) – biegnie skośnie do dołu i przyśrodkowo, krzyżując od tyłu naczynia udowe i dzieląc się na 2–3 gałęzie, które wnikają do przedniej powierzchni mięśnia grzebieniowego. Ponadto gałąź ta oddaje włókna czuciowe do stawu biodrowego i włókna naczyniowe do naczyń biodrowych zewnętrznych i do początkowych odcinków naczyń udowych;
- gałęzie naczyniowe – położone są bardzo zmiennie. Nerw własny tętnicy udowej (łac. nervus arteriae femoralis proprius) odchodzi z odcinka biodrowego nerwu udowego, przebija mięsień lędźwiowy większy, wchodzi do rozstępu naczyń, zbliżając się do tętnicy biodrowej zewnętrznej, gdzie przebija pochewkę naczyń udowych i dalej towarzyszy tętnicy udowej (która jest przedłużeniem tętnicy biodrowej zewnętrznej). Nerw ten wchodzi do kanału przywodzicieli i dalej towarzyszy tętnicy udowej biegnąc z nią w powrózku naczyniowym aż do końca tego kanału – do rozworu ścięgnistego przywodzicieli. Inne gałązki nerwu udowego to: gałąź do tętnicy głębokiej uda, gałąź do okostnej przedniej powierzchni kości udowej oraz czasami 2–3 krótsze gałązki nerwowe, zaopatrujące górny odcinek tętnicy udowej.
- gałęzie skórne przednie − w liczbie 3–5, unerwiają skórę przedniej i częściowo przyśrodkowej części uda. Tworzą dwie grupy: 
  - przyśrodkową, której gałęzie przebiegają wzdłuż mięśnia krawieckiego, do tyłu od niego, mogąc go przebijać. Przebijają powięź szeroką nieco niżej niż gałęzie grupy bocznej. Najbardziej wysunięta gałąź nosi nazwę nerwu udowo-goleniowego dodatkowego (lub mniejszego), który oddaje gałąź towarzyszącą żyle odpiszczelowej. Nerw ten przebija powięź w okolicy wejścia do kanału przywodzicieli i łączy się z gałęzią skórną nerwu zasłonowego oraz z nerwem udowo-goleniowym.
  - boczną, której gałęzie przebijają mięsień krawiecki lub powięź szeroką przyśrodkowo od tego mięśnia, a następnie zbiegają ku dołowi w tkance podskórnej po przedniej powierzchni uda aż do kolana.
  - gałęzie naczyniowe, mogą odchodzić od grupy przyśrodkowej, widełkowato: jedna do tętnicy udowej, a druga do tętnicy głębokiej uda i wraz z jej gałęziami odżywczymi dociera do jamy szpikowej kości udowej.
- gałęzie do mięśnia krawieckiego – górna i dolna;

Gałęzie końcowe:
- gałęzie mięśniowe dalsze, które stanowią grupę boczną warstwy głębokiej gałęzi końcowych nerwu udowego. Krzyżują naczynia boczne okalające udo lub ich gałęzie. Zaopatrują wszystkie głowy mięśnia czworogłowego uda, oddając do każdej głowy mięśnia po kilka gałązek. Do dalszego odcinka mięśnia krawieckiego dochodzi również jedna gałąź mięśniowa dalsza. Ponadto zaopatrują staw biodrowy oddając dwie gałązki stawowe oraz staw kolanowy, oddając do niego jedną gałązkę.
- nerw udowo-goleniowy − jest najdłuższą gałęzią skórną nerwu udowego i jego przyśrodkową gałęzią warstwy głębokiej gałęzi końcowych. Czasami sięgająca aż do stopy, unerwia pas przednio-przyśrodkowy kolana, podudzia oraz stopy.